# Bois-des-Filion
Bois-des-Filion é uma cidade localizada na província de Quebec no Canadá.